# NK Izola
NK Izola (Nogometni Klub Izola) war ein slowenischer Fußballverein, aus Izola.

## Geschichte
Der Verein wurde 1923 gegründet. Nach der Unabhängigkeit Sloweniens qualifizierte sich der Klub für die Slovenska Nogometna Liga und erreichte auf Anhieb den dritten Platz. Dieser berechtigte zur Teilnahme am UEFA-Pokal 1992/93. Wegen hoher Finanzschulden wurde der Verein Ende der Saison 1995/96 aufgelöst.
1996 wurde der MNK Izola gegründet. Dieser gilt nicht als rechtlicher Nachfolger.

## Platzierungen
| Saison  | Liga  | Spiele | S  | U  | N  | Tore+ | Tore− | Punkte | Platz   | Pokal           |
| ------- | ----- | ------ | -- | -- | -- | ----- | ----- | ------ | ------- | --------------- |
| 1991/92 | 1.SNL | 40     | 22 | 12 | 06 | 62    | 26    | 56     | 3       | keine Teilnahme |
| 1992/93 | 1.SNL | 34     | 10 | 10 | 14 | 45    | 46    | 30     | 13      | 1. Runde        |
| 1993/94 | 1.SNL | 30     | 09 | 08 | 13 | 45    | 51    | 26     | 10      | 2. Runde        |
| 1994/95 | 1.SNL | 30     | 07 | 06 | 17 | 30    | 73    | 20     | 13      | Viertelfinale   |
| 1995/96 | 1.SNL | 36     | 01 | 05 | 30 | 13    | 1400  | 08     | 10      | 1. Runde        |
| Gesamt  | 1.SNL | 1700   | 49 | 41 | 80 | 1950  | 2360  | 140    | 0 Titel | 0 Pokale        |

## Namensänderungen
- 1923 – NK Izola
- 1991 – NK Belvedur Izola
- 1994 – NK Izola

## Europapokalbilanz
| Saison  | Wettbewerb | Runde    | Gegner           | Gesamt | Hin     | Rück    |
| ------- | ---------- | -------- | ---------------- | ------ | ------- | ------- |
| 1992/93 | UEFA-Pokal | 1. Runde | Benfica Lissabon | 0:8    | 0:3 (A) | 0:5 (H) |

Gesamtbilanz: 2 Spiele, 2 Niederlagen, 0:8 Tore (Tordifferenz −8)